# 霊薬
霊薬（れいやく）とは、飲食すれば不老不死となるといわれた宗教上の薬である。
神話の神などが食べたり飲用したりするものとされる。後に錬金術（煉丹術）においては実際に作成可能として研究の主目的物質であった。

## 名称
錬金術ではエリクサー、賢者の石、煉丹術では仙丹（金丹）、日本では変若水（おちみず、をちみづ）、古代ギリシアではネクタル、インドではアムリタ、ソーマなどである。
主にこれらは伝説上の王者達が欲した夢とされている。